# Arenostola pyxina
Arenostola pyxina är en fjärilsart som beskrevs av Bang-haas 1910. Arenostola pyxina ingår i släktet Arenostola och familjen nattflyn. Inga underarter finns listade i Catalogue of Life.